# Tübinger Wochenblatt

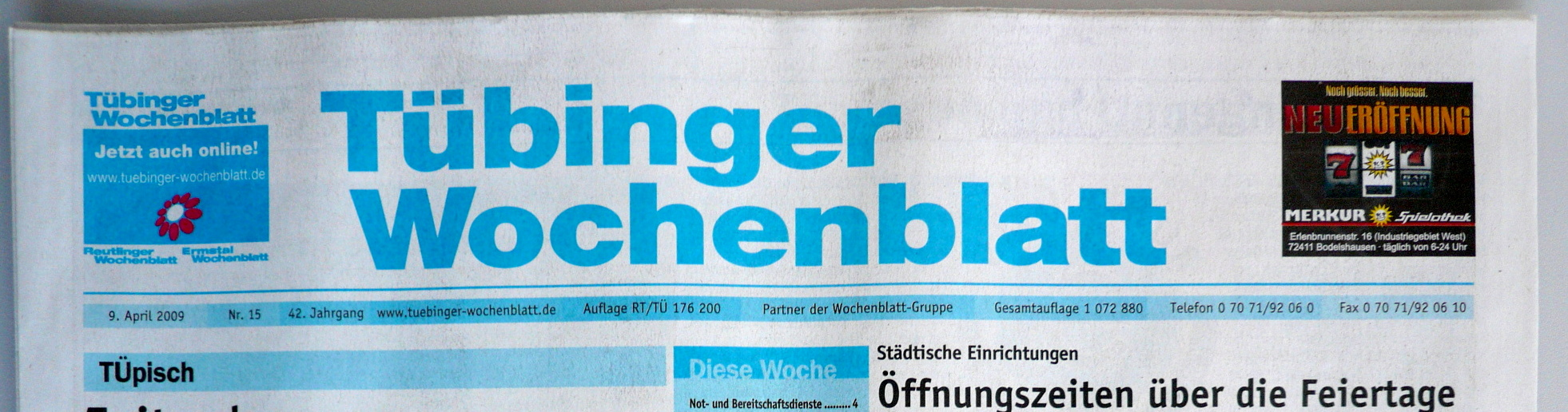
Titelkopf des Tübinger Wochenblatts

Das Tübinger Wochenblatt ist eine Gratiszeitung, die einmal wöchentlich, in der Regel donnerstags, in Tübingen verteilt wird.

## Geschichte
1893 erschien erstmals eine Zeitung unter dem Titel Tübinger Wochenblatt. Es wurde später als Tübinger Tagblatt auf tägliche Erscheinungsweise umgestellt und 1933 – unter anderem Titel – von der NS-Presse übernommen.
Das heutige Wochenblatt erscheint als Gratiszeitung mit redaktionellen Beiträgen seit April 1967 im Verlag Tübinger Wochenblatt GmbH mit Sitz in Reutlingen.

## Daten
Die Gesamtausgabe Reutlinger/Tübinger Wochenblatt hat eine Auflage von 176.300 Exemplaren, die Ausgabe Tübingen hat eine Auflage von 56.850, die Lokalausgabe Rottenburg zählt 17.630 Exemplare. Das Wochenblatt wird im Rheinischen Format gedruckt. Geschäftsführer ist Carsten Witte.